# Mitsubishi i
O i é um modelo citadino de porte mini Mitsubishi Motors. Tem também a versão elétrica chama i-MiEV, que começou a ser vendida no Japão no meio de 2010.

## i-MiEV

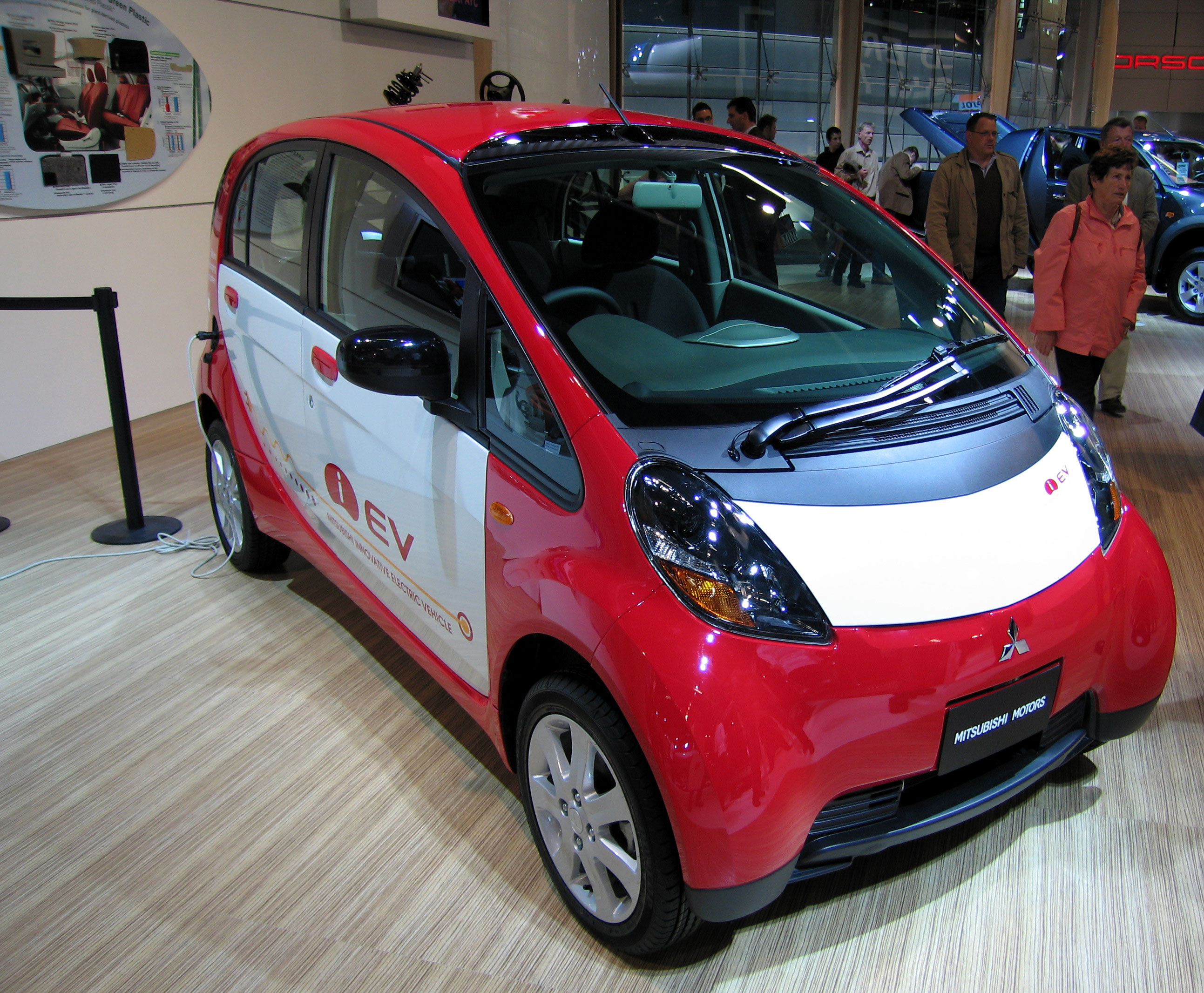
Mitsubishi i MiEV.

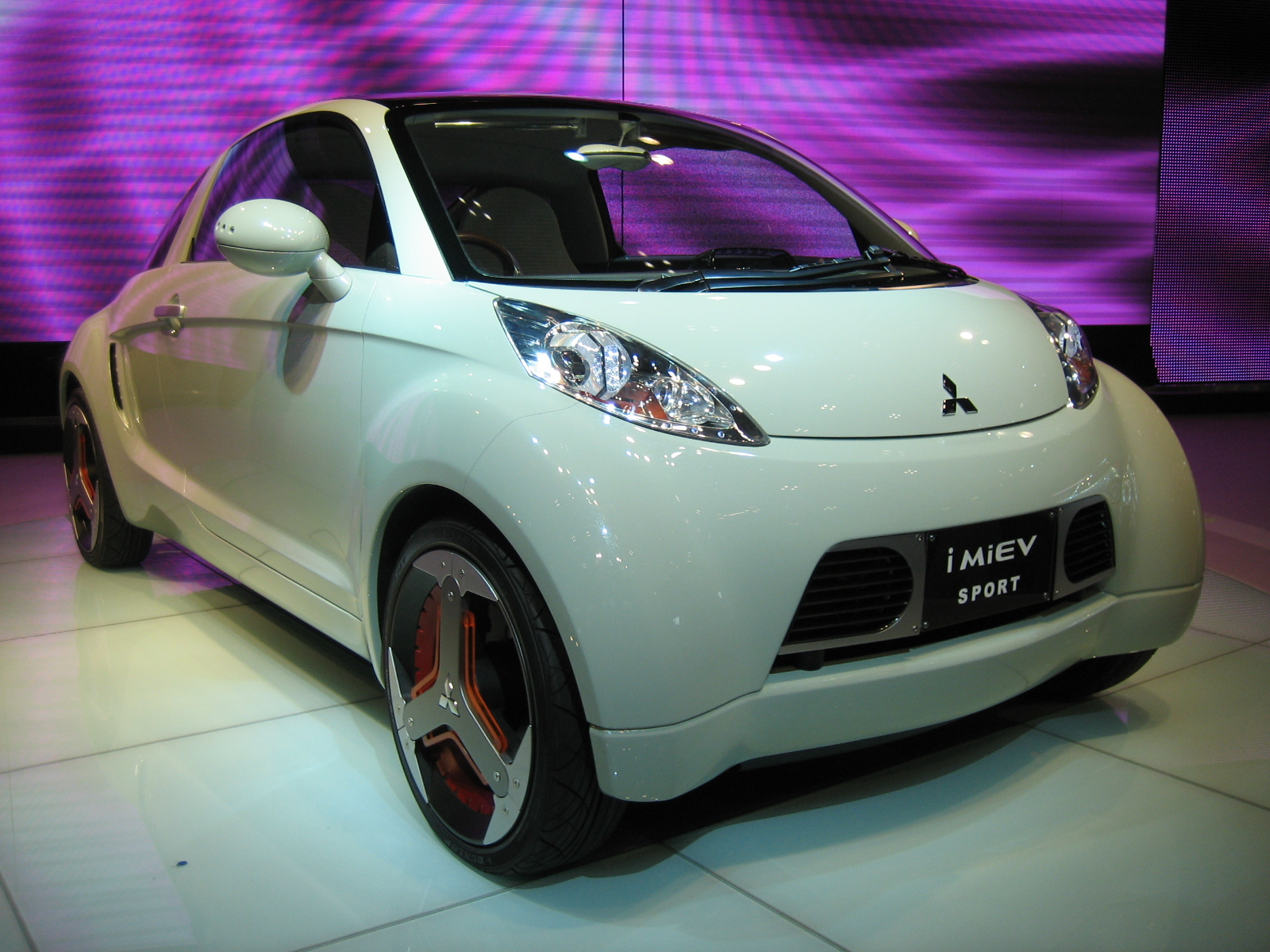
Mitsubishi i MiEV Sport

O MIEV (Mitsubishi In-wheel motor Electric Vehicle) (Veículo elétrico Mitsubishi com motor nas rodas) ou MiEV (Mitsubishi Innovative Electric Vehicle) (Veículos elétricos inovadores da Mitsubishi) é o sistema de propulsão elétrica alternativa da Mitsubishi. Foi apresentado inicialmente na edição de 2005 do Salão de Tóquio no protótipo Mitsubishi Colt EV, utilizando bateria de íon lítio para alimentar os motores localizados nas rodas. Posteriormente foram apresentados protótipos baseados no Lancer Evolution, com bateria de 200 kW, e no kei car Mitsubishi i, o qual a Mitsubishi pretende comercializar até 2010.